# Anhambaí (1858)
La cañonera a vapor Anhambaí fue un navío de la Marina del Imperio del Brasil que sirvió en la Guerra de la Triple Alianza.

## Historia
Buque mixto (vela y vapor) con casco acorazado, era impulsado por una máquina de vapor con una potencia de 40 HP. Tenía sólo 0.91 m de calado y montaba 2 cañones.
La Anhambaí, primer y único navío en llevar ese nombre en homenaje a la sierra de ese nombre en Mato Grosso, fue construida en el Arsenal de Marina de Río de Janeiro, botada en 1858 e incorporada a la escuadra imperial al mando del teniente 1° João Mendes Salgado.
Al producirse el ataque a Mato Grosso por el ejército paraguayo, la Anhambaí participó al mando del capitán teniente Balduíno José Ferreira de Aguiar de los combates del 27 y 28 de diciembre en defensa del Fuerte de Coímbra y en la retirada evacuó junto a la cañonera Jauru a la guarnición hasta Corumbá, llevando a remolque el patacho Jacobina.
El 6 de enero de 1865 fue capturada por los vapores de guerra paraguayos Yporá y Río Apá.